# Nodulotrophon dalli
Nodulotrophon dalli är en snäckart som först beskrevs av Wilhelm Kobelt 1878.  Nodulotrophon dalli ingår i släktet Nodulotrophon och familjen purpursnäckor. Inga underarter finns listade i Catalogue of Life.